# Sajid Javid
Sajid Javid, né le 5 décembre 1969 à Rochdale (Grand Manchester), est un homme politique britannique. Membre du Parti conservateur, il siège à la Chambre des communes du Royaume-Uni pour Bromsgrove de 2010 à 2024.
Il occupe plusieurs fonctions ministérielles lors des années 2010-2020.

## Biographie

### Origines, études et vie personnelle
Fils d'un immigré pakistanais arrivé à Londres en 1961, il est élevé dans un deux-pièces à Bristol avec ses quatre frères et sœur. Son père est ouvrier textile, chauffeur d'autobus, puis tient un magasin. Sajid Javid effectue une brillante scolarité secondaire, puis étudie l'économie et les sciences politiques à l'université d'Exeter. Fasciné par la Première ministre Margaret Thatcher, il adhère au Parti conservateur, créant par ailleurs un groupe d'étudiants pour promouvoir l'entreprise privée.
Il se dit musulman par tradition familiale mais n'est pas pratiquant. Il est marié à une anglicane. Il estime avoir « une dette » vis-à-vis du Royaume-Uni et considère que son héritage pakistanais « vient loin derrière son identité britannique ».

### Carrière professionnelle
Il intègre la Chase Manhattan Bank à New York. Il est remarqué par la Deutsche Bank, qui l'embauche : il accède au conseil d'administration de sa branche internationale et devient membre de la direction de ses affaires asiatiques, qui siège à Singapour.

### Parcours politique

#### Premières fonctions
Élu dans la circonscription de Bromsgrove depuis 2010, Sajid Javid occupe des fonctions dans le gouvernement britannique depuis 2012.

#### Premiers portefeuilles ministériels
Le 9 avril 2014, il fait son entrée au cabinet en devenant secrétaire d'État à la Culture, aux Médias et au Sport du gouvernement de David Cameron. Le 11 mai 2015, il quitte ces fonctions pour devenir, dans le second cabinet Cameron, secrétaire d'État aux Affaires, à l'Innovation et aux Compétences, puis en 2016 secrétaire d'État aux Communautés et au Gouvernement local dans le gouvernement de Theresa May. Il est aussi membre du Conseil privé du Royaume-Uni. Le 8 janvier 2018, le portefeuille du Logement lui est rajouté.

#### Secrétaire d’État à l’Intérieur
En avril 2018, la secrétaire d'État à l'Intérieur, Amber Rudd, est critiquée pour sa gestion du dossier des Caribéens installés au Royaume-Uni depuis plusieurs décennies : pour atteindre les quotas que cette dernière lui avait fixés, le ministère avait renvoyé certains de ces étrangers, alors qu'ils avaient parfois deux générations de descendants en Grande-Bretagne. Sajid Javid donne une interview au Sunday Telegraph, dans laquelle il s'émeut de ces expulsions : « Cela aurait pu être moi, ma maman ou mon papa ! ». Le lendemain, le 30 avril 2018, il lui succède au ministère de l'Intérieur, avec notamment pour mission d'apaiser les tensions à la suite de ce scandale, son profil personnel apparaissant alors comme idéal. Il est le premier homme politique britannique musulman et d'ascendance asiatique à détenir un tel portefeuille ministériel. Le 19 février 2019, il déchoit Shamima Begum, une adolescente qui avait rejoint Daech, de sa nationalité britannique.
Il signe l'ordre d'extradition de Julian Assange vers les États-Unis le 13 juin 2019.

#### Candidat à la direction du Parti conservateur en 2019
Candidat à l’élection à la direction du Parti conservateur de 2019, il est éliminé à l’issue du quatrième tour du vote des députés, après avoir obtenu 34 voix sur 313. Il apporte son soutien à Boris Johnson. Après la nomination de ce dernier comme Premier ministre, il devient chancelier de l'Échiquier le 24 juillet 2019. Il démissionne de son poste le 13 février 2020, après que Johnson lui a demandé d'évincer ses collaborateurs, et est remplacé par Rishi Sunak,.

#### Secrétaire d’État à la Santé et à la Protection sociale
Le 26 juin 2021, il est nommé secrétaire d'État à la Santé et à la Protection sociale. Un an et neuf jours plus tard, alors que Boris Johnson et son cabinet sont mis en cause dans une série de scandales dont celui du « Partygate », Sajid Javid annonce démissionner de ses fonctions tout en déclarant que « la situation ne changera pas sous ce leadership », et que le Premier ministre a « perdu ma confiance ».

## Résultats électoraux

### Chambre des communes
| Élection          | Circonscription | Parti | Parti        | Voix   | %    | Résultats |
| ----------------- | --------------- | ----- | ------------ | ------ | ---- | --------- |
| Générales de 2010 | Bromsgrove      |       | Conservateur | 22 558 | 43,7 | Élu       |
| Générales de 2015 | Bromsgrove      |       | Conservateur | 28 133 | 53,8 | Élu       |
| Générales de 2017 | Bromsgrove      |       | Conservateur | 33 493 | 62,0 | Élu       |
| Générales de 2019 | Bromsgrove      |       | Conservateur | 34 408 | 63,4 | Élu       |